# Cinnamon Chasers
Cinnamon Chasers é o projeto de música eletrônica de Russ Davies, originado em Londres, Inglaterra. O projeto possui 6 álbuns (incluindo EP e Remixes) e vem se destacando na mídia desde junho de 2009. Seu público se multiplicou após o lançamento do clipe da música Luv Deluxe em 11 de setembro de 2009, dirigido por Saman Keshavarz

## Discografia
- Jetstreams/Luv Deluxe EP'' (2008) Modus Records.
- A Million Miles From Home (2009) Modus Records.
- Modern Love/End Story (2009) Modus Records.
- The Elements (2009) Modus Records.
- Sunset Drive (2010) Modus Records.
- Science (2011) Modus Records.